# Схватка (регби)

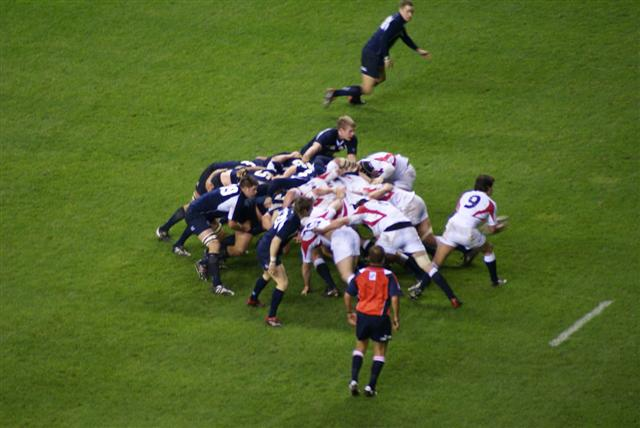
Схватка между Англией и Шотландией

Схватка (англ. scrum) — элемент игры в регби. Целью схватки является возобновление игры после незначительного нарушения или остановки игры. Схватка формируется на игровом поле. От каждой команды участвуют по восемь игроков, обхватив друг друга руками, выстроившись в три линии и сомкнувшись с соперниками. Таким образом создаётся туннель, в который полузащитник схватки вбрасывает мяч так, чтобы игроки первой линии любой из команд могли завладеть мячом, зацепив его ногой. Схватка чаще всего назначается, когда мяч выбивается вперёд, или при пасе вперёд, или когда мяч становится захваченным в раке или моле. Из-за физической особенности схватки очень велик риск травмы, особенно у игроков первой линии. Поэтому современные правила международных соревнований требуют специальной подготовки игроков первой линии.

## Общая часть

Схема, показывающая относительное положение тел игроков регби в схватке.

Для этого каждая команда формирует по три линии (по-английски pack), выстроившись напротив друг друга. Передний ряд состоит из левого и правого столбов (prop), как бы «подпирающих» собой схватку, и хукера, или отыгрывающего (hooker), чья цель — зацепить мяч ногой и отправить его назад своим игрокам. Форварды второй линии (lock) просовывают головы между туловищами столбов и хукера: они обеспечивают главное усилие для продвижения схватки вперед. По бокам третьей линии находятся левый и правый крыльевые форварды (flanker, или wing forward), а в центре — стягивающий, или восьмерка (number eight). Полузащитник схватки, или девятка (scrum-half) атакующей команды вбрасывает мяч в получившийся коридор, и хукеры пытаются зацепить его и передать назад своим стягивающим или девяткам, которые встают позади схватки. Схватка закончена, если мяч её покинул или если она развернулась на 90° — тогда назначается новая схватка, мяч в которую вводит защищавшаяся команда. Неспособность игроков правильно схватываться наказывается присуждением свободного удара.
Для формирования схватки форварды первой линии обеих команд должны находиться в пределах вытянутой руки друг от друга. Судья дает команду на корточки, и противоположные игроки первой линии приседают так, что их спины параллельны земле, и их головы и плечи не ниже их бедер. Потом судья командует касание и столбы схватки касаются свободной рукой плеча противника.

## Нарушения
Есть большое количество правил, касающихся специфики того, что можно и что нельзя делать во время схватки. Это обусловлено, главным образом, соображениями безопасности, потому что, если схватка не ведется должным образом, существует большая вероятность травмирования игроков. Большая часть этих правил рассматривает поведение игроков в первом ряду.

## Игроки
Первый ряд форвардов обычно состоит из самых плотных и физически развитых игроков. Хукеры, как правило, имеют рост меньше, чем столбы, чтобы они могли управлять нижней частью тела в сжатом пространстве первой линии. Столбы и замки должны быть физически развитыми, но эти позиции немного отличаются по своим основным обязанностям. Столбы принимают непосредственное участие в борьбе за позицию и за направление движения вперед, сила и вес имеют первостепенное значение для них. Сила также важна для замков, поскольку они тоже толкают, однако большой рост для них более важен, чем для игроков первой линии. Замки практически всегда самые высокие игроки в команде, они используются в качестве основного игроков в другой фазе игры, коридор. Фланкеры и «Восьмёрка» (Number 8) прикладывают меньше усилий толкая схватку, потому что их задачей является быстро развить атаку или захватить противоположного полузащитника, если противник выиграет схватку. Игроки первой линии принимают на себя около 40 % энергии в схватки. Большинство профессиональных команд имеет схватку из форвардов весом не менее 800 кг.

## Присуждение
Схватка присуждается во многих ситуациях. Наиболее распространённой является та, когда мяч был выбит в аут или был пас вперёд.

## Безопасность
Схватка является одной из самых опасных фаз в регби, так как в результате завала или неправильного вхождения в схватку головой игрок первой линии может получить серьёзную травму или даже сломать себе шею. По этой причине только обученные игроки могут играть в первом ряду, чтобы избежать травм. Если команда осталась без достаточного количества игроков первой линии, например, из-за травмы или удаления, то все схватки могут быть назначены «без сопротивления». В этой ситуации схватка устанавливается, но не давит (без толчка), а команда, которая вводит мяч в схватку, завладевает им без особых усилий.
Один из ведущих хирургов в Великобритании призвал к запрету силовых схваток, утверждая, что они слишком опасны. Существует очень значительная поддержка в пользу силовых схваток — бывший хукер Сборной Англии по регби Брайан Мур утверждал, что «Вы можете изменить весь характер игры, и это уже будет не игра для всех людей, как это существует сегодня».

## История

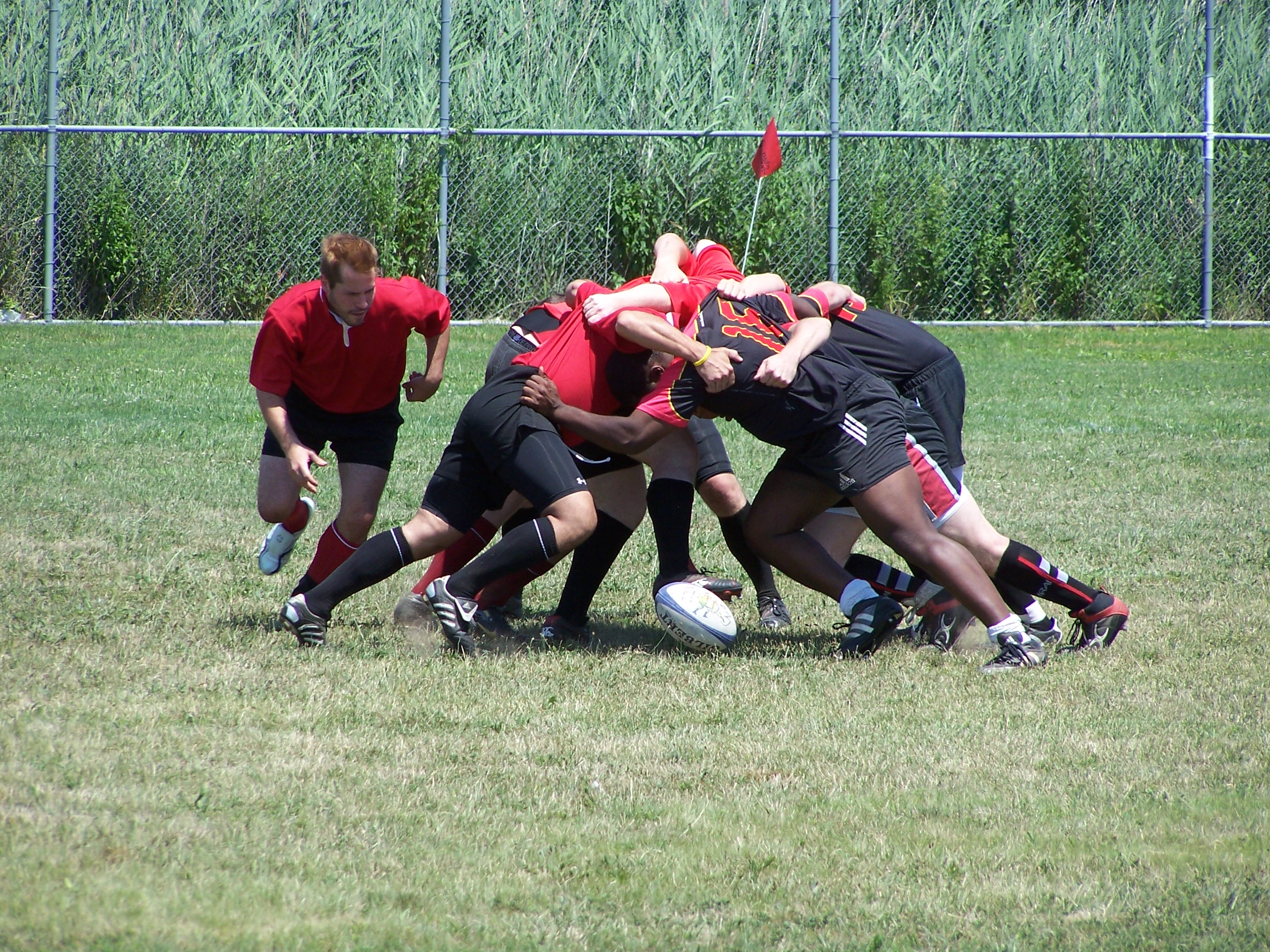
Схватка в регби-7

Как и многие другие аспекты правил регби, механизм схватки развивался с момента изобретения этого вида спорта. Многие из правил, касающихся схватки, были изменены. Эти изменения не всегда были долгосрочными, так как многие правила игры в регби были изменялись довольно регулярно.
Изначально не было различия между присуждением схватки и свободной схватки (сегодня известной как рак).